# Lobet den Herrn, alle seine Heerscharen

Lobet den Herrn, alle seine Heerscharen (Louez le Seigneur, vous, toutes ses armées), (BWV Anh. 5) est une cantate de Johann Sebastian Bach. Il s'agit d'une des deux cantates que compose Bach pour le 24e anniversaire du prince Léopold d'Anhalt-Köthen le 10 décembre 1718. La musique est perdue.

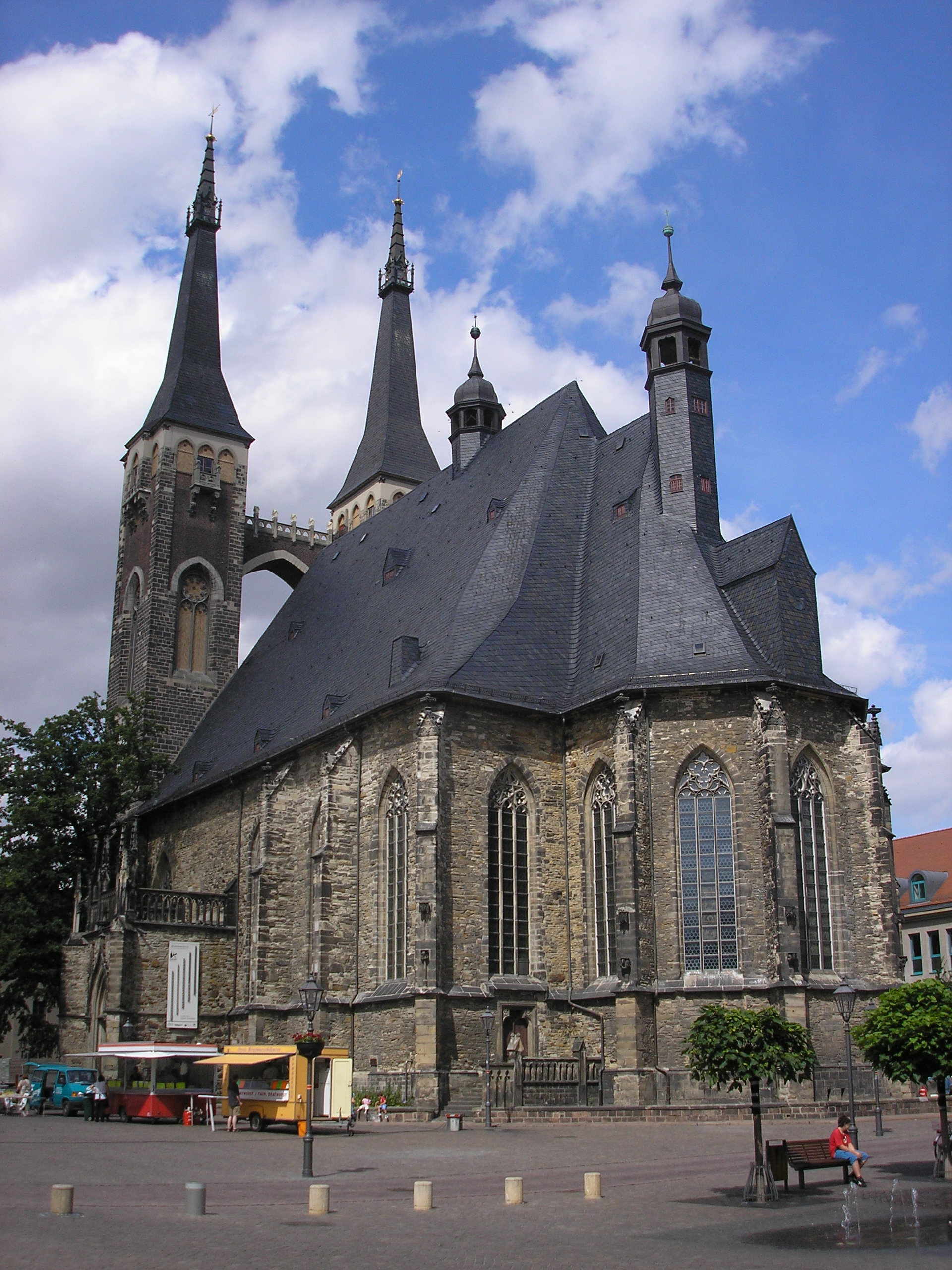
L'église municipale de Köthen (Anhalt)

Le librettiste est Christian Friedrich Hunold (Menantes) qui écrit un texte pour sept mouvements. Œuvre de félicitations, Lobet den Herrn, alle seine Heerschare est considérée comme une cantate religieuse plutôt que profane. Il semble que Bach s'en soit servi pour élaborer la cantate BWV 50 pour la Saint-Michel, en 1723. Le librettiste emploie des textes du psaume 119.